# ジュール・レスカス
ジュール・レスカス（Jules Lescasse、1841年頃 - 没年不詳）は、明治時代にお雇い外国人として来日したフランスの建築家である。

## 経歴・人物
1871年（明治4年）に来日し、工部省の生野鉱山の技師を務めた。その後横浜、東京に転勤し、建築事務所やニコライ邸、西郷従道邸の設計に携わった。特にニコライ邸は、レスカスが考案した耐震を強化した碇聯鉄構法と呼ばれる技術が採用され、日本における建築物の耐震技術の向上に貢献した。
また、母国の建築金物店も経営し、1886年（明治19年）頃に帰国した。